# 7442 Inouehideo
7442 Inouehideo este un asteroid din centura principală de asteroizi.

## Descriere
7442 Inouehideo este un asteroid din centura principală de asteroizi. A fost descoperit pe 20 septembrie 1995 la Kitami de Kin Endate și Kazuro Watanabe. Asteroidul prezintă o orbită caracterizată de o semiaxă mare de 3,17 ua, o excentricitate de 0,14 și o înclinație de 0,8° în raport cu ecliptica.